# Enno Palucca

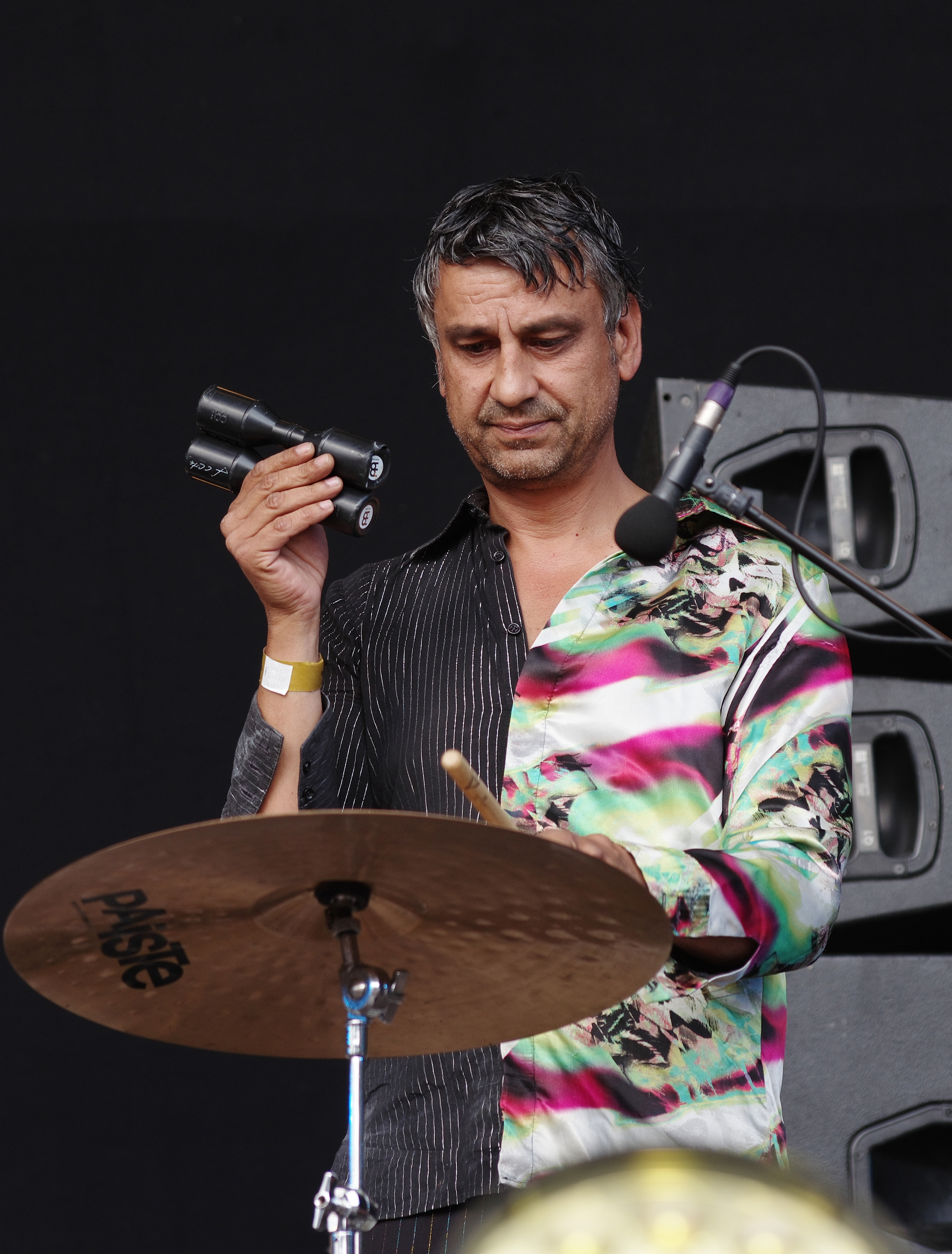
Enno Palucca beim Auftritt der Goldenen Zitronen auf dem Haldern Pop Festival 2013

Enno Palucca ist ein deutscher Musiker.

## Biografie
Seit 1991 ist Enno Palucca Schlagzeuger bei der Band Die Goldenen Zitronen. Daneben war er unter dem Pseudonym Enno Friesland in den Bands Gret Palucca und Lovekrauts als Schlagzeuger aktiv und hat auch eigene musikalische Werke veröffentlicht. So erschien im Jahr 2004 sein Soloalbum Na Endlich ...Rock! und 2012 seine Single SPVGG, die dem Fußballverein SpVgg Greuther Fürth und der Stadt Fürth gewidmet ist.

## Diskografie

### Lovekrauts
- 1995: Boogie Street (Maxi-Single, CD, Intercord Tonträger GmbH)
- 1995: Supersausage (Album, CD, Intercord Tonträger GmbH)

### Gret Palucca
- 1988: These Tunes Are... (Album, LP, Pinpoint Records)
- 1989: Out Of Heaven On The Way (10", LP, Pinpoint Records)

### Solo-Veröffentlichungen
- 2004: Enno Palucca – Na Endlich ...Rock! (Album, CD, micropal records)
- 2012: Enno Palucca – SPVGG (10", Musikdownload, micropal records)

### Als Gastmusiker
- 2005: Dis*ka – We Only Have Music (Schlagzeuger), (Album, LP, Echokammer)
- 2007: Dis*ka – Save Our Managers (Schlagzeuger), (Album, LP, Echokammer)
- 2017: The Sound Of Money – More? Why Not! (Bongos bei dem Lied Let's Eat The Weed), (Album, CD, BB*ISLAND)